# Гюртел
„Гюртел“ (на немски: Gürtel – пояс), официално улица „Виенски кръг“ B 221 (B 221 Wiener Gürtel Straße), е кръгова улица във Виена с пътен номер B221. Служи за граница между втория и третия пояс от райони на града. Отделните отсечки от него имат свои имена.
Император Франц Йосиф дава разрешение за проекта за пътя с ширина 76 м (с поне по 3 ленти във всяка посока по днешните норми) и лента за железен път през 1861 г. Първите разрешения за строеж са издадени през 1863 г.
Той е построен на мястото на бивши фортификационни съоръжения, съставлявали първата линия на отбрана на града (пред градските стени). Тогава са обособени трите пояса градски райони от току-що присъединените към града предградия, намирали се отвъд стените му.
Днес „Гюртел“ е важна пътна артерия. Има вид на булевард – с 2 еднопосочни платна в срещуположни посоки. По средата в значителна част от „Гюртел“ преминава естакада с 6-а линия на Виенското метро.
Всъщност няма формата на правилен и завършен кръг, но се открояват южна и западна част. Тръгва в район Ландщрасе на запад, стига до Централната железопътна гара (Hauptbahnhof, до 2012 г.: Южна гара, Südbahnhof), завива на север и завършва в район Дьоблинг.